# Холодовський Михайло Іванович
Михайло́ Іва́нович Холодо́вський (* 1855, Полтавщина — † 1926) — український пейзажист, художник. Дійсний статський радник.

## Життєпис
Закінчив Петровський Полтавський кадетський корпус, Петербурзьке військове училище 1875, Навчався живопису у художників Василя Волкова та Івана Зайцева. Жив та працював в своєму маєтку під Лубнами. Один із засновників «Київського товариства художників» (1916—1918), дійсний член «Товариства художників-киян» (1914—1919). Експонував свої пейзажі на українську тематику, на виставках Товариства рухомих художніх виставок в Петербурзькій Академії Мистецтв. Його роботи високо оцінив художній критик Володимир Стасов. За його творами було надруковано багато поштівок.
Частина робіт художника знаходяться в Національному Художньому Музеї України і приватних колекціях.
У грудні 1908 року був членом журі ІІ Міжнародної фотовиставки у Києві, яку організувало Київське товариство фотографів-аматорів «Дагер».

## Сім'я
- Син Холодовський Сергій Михайлович — військово-морський експерт
- Племінниця Трипільська Єлизавета Романівна — український скульптор.